# Vellozia graminea
Vellozia graminea är en enhjärtbladig växtart som beskrevs av Johann Baptist Emanuel Pohl. Vellozia graminea ingår i släktet Vellozia och familjen Velloziaceae. Inga underarter finns listade.